# Adolf Thorén
Adolf Wilhelm Thorén, född den 28 april 1852 i Ålems socken, Kalmar län, död den 7 augusti 1904 på Mockebo vid Oskarshamn, var en svensk läkare.
Thorén var far till Torgil och Ragnar Thorén.
Thorén blev student vid Lunds universitet 1872 och vid Uppsala universitet 1874. Han avlade medicine kandidatexamen vid Karolinska institutet i Stockholm 1877 och medicine licentiatexamen där 1882. Thorén blev amanuens vid Serafimerlasarettet i Stockholm sistnämnda år. Han var uppbördsläkare på kanonbåten Urd under en expedition till Spetsbergen 1882–1883 samt amanuens och underkirurg vid Serafimerlasarettet 1883–1884. Thorén var lasarettsläkare i Oskarshamn 1884–1893 och i Jönköping från 1893. Han var även läkare vid länscellfängelset i Jönköping från 1896.